# Cause of Death
Cause of Death (česky Příčina smrti) je druhé studiové album americké death metalové skupiny Obituary. Vydáno bylo v roce 1990 hudebním vydavatelstvím R/C Records. Bylo nahráno ve studiu Morrisound Recording ve floridské Tampě ve spolupráci s producentem Scottem Burnsem. Motiv alba navržený Michaelem Whelanem byl použit i pro knižní sbírku hororových příběhů Bloodcurdling Tales of Horror and the Macabre od klasika hororové literatury H. P. Lovecrafta.

## Seznam skladeb
1. "Infected" (Peres/D. Tardy/J. Tardy) – 5:34
2. "Body Bag" (Peres/D. Tardy/J. Tardy) – 5:49
3. "Chopped in Half" (Peres/D. Tardy/J. Tardy) – 3:43
4. "Circle of the Tyrants" (Celtic Frost cover) – 3:36
5. "Dying" (Obituary/Peres) – 4:29
6. "Find the Arise" (Peres/D. Tardy/J. Tardy) – 2:51
7. "Cause of Death" (Peres/West/J. Tardy/) – 5:38
8. "Memories Remain" (Peres/D. Tardy/J. Tardy) – 3:44
9. "Turned Inside Out" (Peres/D. Tardy/J. Tardy) – 4:50

## Sestava
- John Tardy – vokály
- James Murphy – kytara
- Trevor Peres – kytara
- Frank Watkins – baskytara
- Donald Tardy – bicí